# ジノ・ブリット
ジノ・ブリット（Gino Brito、本名：Louis Gino Acocella、1941年5月18日 - ）は、カナダ・ケベック州モントリオール出身の元プロレスラー。
ルイ・セルダン（Louis Cerdan）のリングネームでも知られ、イタリアおよびフランス系の出自を持つベビーフェイスとして、地元のモントリオールやWWWF（WWF）を主戦場に活躍した。
父親はミゼットプロレスのプロモーターでもあったプロレスラーのジャック・ブリットン。息子のジノ・ブリット・ジュニアも短期間ながらプロレスラーとして活動していた。

## 来歴
1958年、当時の居住先だったオンタリオ州ウィンザーにてデビュー。ジノ・ブリットをリングネームに、1960年代初頭はアントニオ・プリエーゼ（トニー・パリシ）とのイタリア系タッグチームでデトロイトやテネシーなどアメリカ各地を転戦した。
1963年にニューヨークのWWWFに進出したが、当時のWWWFは世界ヘビー級王者のブルーノ・サンマルチノをはじめ、イリオ・デ・パオロ、ドミニク・デヌーチ、ルー・アルバーノなどイタリア系の選手が大勢いたため、1966年頃よりルイ・セルダンの別名義を用いフランス系カナダ人のキャラクターとなって活動。エドワード・カーペンティアのパートナーにも起用され、ビル・ミラー、ジョニー・バレンタイン、キング・イヤウケア、ブル・ラモス、ワルドー・フォン・エリック、バロン・シクルナ、ブルドッグ・ブラワーなどの大物ヒールと対戦した。1968年7月にはジノ・ブリット名義で日本プロレスの『第1次サマー・シリーズ』に初来日、後半戦に特別参加したブルーノ・サンマルチノやレイ・スティーブンスと組んでメインイベントにも出場した。
1970年代前半はカナダを拠点に活動。ノバスコシアやニューブランズウィックなど大西洋岸のマリタイム地区を本拠地とするイースタン・スポーツ・アソシエーションではパット・オコーナーやレオ・バークと北米ヘビー級王座を争い、モントリオールのIWAではジャック・ルージョー・シニアとのコンビでクルト・フォン・ヘス&カール・フォン・ショッツと抗争した。
1974年よりWWWFに復帰し、旧友トニー・パリシと組んで1975年11月8日にザ・ブラックジャックス（ブラックジャック・マリガン&ブラックジャック・ランザ）からWWWF世界タッグ王座を奪取する。以後、イワン・コロフ&スーパースター・ビリー・グラハムなどのチームを相手に防衛を続け、1976年5月11日にジ・エクスキューショナーズ（キラー・コワルスキー&ビッグ・ジョン・スタッド）に敗れるまで戴冠した。
以降もWWWF（WWF）に出場する一方、アンドレ・ザ・ジャイアントのマネージャーだったフランク・バロアらと共に、IWAの後継団体であるインターナショナル・レスリング（Lutte Internationale）をモントリオールにて運営。選手としても1982年から1983年にかけて、トニー・パリシとのコンビでセーラー・ホワイトやパット・パターソンらのチームを相手にカナディアン・インターナショナル・タッグ王座を争った。1982年にはWWFインターナショナル・ヘビー級王座の新王者となるが（トニー・パリシを破り戴冠したとされる）、8月30日にマディソン・スクエア・ガーデンにて新日本プロレスの藤波辰巳に敗れ、タイトルを明け渡している。
インターナショナル・レスリングはマリタイムからオンタリオまでテレビ放送が行われ、一時は1万人を超える観客動員にも成功したが、ディノ・ブラボーやリック・マーテルなどのスター選手のWWF移籍により1987年に活動を停止。以降、ブリットはWWFのモントリオール地区におけるプロモーターに転じた。
2003年からは新団体のCPW（Canadian Professional Wrestling）をケベックにて主宰し、アブドーラ・ザ・ブッチャーやピエール・カール・ウエレなどを招聘して興行を開催。2004年10月には自身も6人タッグマッチに出場した。
2019年、マッドドッグ・バション&ブッチャー・バションのドキュメンタリー映画 "Mad Dog & The Butcher" に声のみ出演した。

## 獲得タイトル
WWWF / WWF
- WWWF世界タッグ王座：1回（w / トニー・パリシ）[8][9]
- WWFインターナショナル・ヘビー級王座：1回[13]

グランプリ・レスリング
- GPWタッグ王座：1回（w / ディノ・ブラボー）[18]

インターナショナル・レスリング
- カナディアン・インターナショナル・タッグ王座：4回（w / リック・マグロー、トニー・パリシ×3）[12]

イースタン・スポーツ・アソシエーション
- ESA北米ヘビー級王座：1回[7]